# Universitat Fudan
La Universitat Fudan (xinès simplificat: 复旦大学; xinès tradicional: 復旦大學; pinyin: Fùdàn Dàxué) és una important universitat de recerca pública de Xangai, a la República Popular de la Xina. És considerada una de les universitats més prestigioses i selectives de la Xina, en el Rànquing de Xangai de 2021 estava classificada la 77a del mon i la sisena de la Xina. Al rànquing QS Asian University de 2021, la Universitat de Fudan ocupa el tercer lloc a la Xina i el 6è a Àsia. En els darrers anys, es classifica de manera constant dins les 100 millors universitats del món segons alguns dels rànquings universitaris més citats al món, com ara el rànquing acadèmic de les universitats mundials, el rànquing universitari QS World i el Times Higher Education World University Rankings.
Fundada el 1905, poc abans del final de la dinastia imperial xinesa Qing, Fudan va ser la primera universitat establerta independentment pel poble xinès. Fudan és membre de la Lliga C9, una aliança de nou universitats xineses que produeixen el 20% de les publicacions acadèmiques del país i el 30% del total de citacions.
Fudan és reconeguda pels seus rigorosos acadèmics. Anteriorment era coneguda per la seva atmosfera liberal, tot i que ha estat objecte de crítiques en els darrers anys per l’augment de la censura. És un important centre acadèmic d’humanitats, ciències naturals i estudis mèdics xinesos. Fudan gaudeix de la reputació de l'Acadèmia número 1 de Jiangnan ("江南 第一 学府"). Durant els darrers cent anys, Fudan ha fet contribucions significatives al desenvolupament del país, al benestar de la societat i a l'avanç de l'educació, la ciència, la medicina i la tecnologia nacionals. Fudan ha conreat una sèrie de talents destacats i moltes figures destacades per a la Xina moderna. Entre els antics alumnes de Fudan destaquen Chen Yinke, Chen Wangdao, Chu Coching, Yan Fu, Yu Youren i Wang Huning.
Fudan és una universitat col·legiada amb cinc col·legis: Zhide (志 德), Tengfei (腾飞), Keqing (克 卿), Renzhong (任重) i Xide (希德). Té quatre campus a Xangai: Handan (邯郸), Fenglin (枫林), Zhangjiang (张江) i Jiangwan (江湾), que comparteixen la mateixa administració central. Fudan té 17 hospitals afiliats.